# Комб, Луи Эмиль
Эмиль-Жюстен-Луи Комб (фр. Émile Justin Louis Combes; 6 сентября 1835, Роккурб, департамент Тарн, Франция — 25 мая 1921, Понс, департамент Приморская Шаранта, Франция) — французский государственный и политический деятель; масон, председатель Совета Министров Франции (1902—1905).

## Биография

### Ранние годы
Родился в семье портного, был шестым из десяти детей. Выучил латынь у государственного учителя, а затем у своего крестного отца Жана Гобера, который был священником и его двоюродным братом.
Затем изучал богословие в школе кармелитов и главной семинарии Альби; получил посвящение в викарии, доктор теологии (1860). Был профессором риторики в епархиальном учреждении Понса в епархии Ла-Рошель. После удачной женитьбы поступил на медицинский факультет в Париже; долго был практикующим врачом в разных городах. В 1869 году вступил в масонскую ложу Великий Восток Les Arts Réunis de Barbezieux.

### Политическая карьера
В 1876 году избран мэром г. Понс и членом генерального совета департамента Нижней Шаранты. Занимал пост мэра в течение 43 лет, до 1919 года.
В 1885 году избран, а в 1894 и 1903 годах переизбран в сенат, входил в группу радикалов-социалистов. В сенате он выступал преимущественно по вопросам народного просвещения. В 1893—1894 годах занимал пост вице-президента Сената. В 1894 году возглавил группу под названием «Левые демократы».
В 1895—1896 годах был министром просвещения в кабинете Буржуа.

### Правительство Луи Комба
После выхода в отставку кабинета Вальдека-Руссо, в 1902 году сформировал кабинет из различных членов левых до радикалов-социалистов включительно, но без социалистов. Одновременно занимал пост министра внутренних дел.
Опирался на «блок» из всех левых партий, включая социалистов. Проводя последовательную антиклерикальную политику, названную "комбизмом" (разделение государства и церкви), кабинет Комба прервал дипломатические отношения Франции с Ватиканом, провёл закон о конгрегациях и подготовил Закон о разделении церквей и государства. Были закрыты 2500 частных церковных школ. В 1903 году были распущены сначала все мужские, а затем женские церковные ордена. Членам Орденов больше не разрешалось работать учителями, а распятия и религиозные символы убирали из общественных зданий, таких как школы или суды. В 1904 году был установлен запрет на восстановление церковных орденов. Также последовательно боролся с практикой использования региональных языков в церквях.
Успешно реализовав жёсткую антиклерикальную программу, он решает начать социальные реформы, в первую очередь ввести подоходный налог, чего не решился сделать его предшественник. Однако в это же время он теряет поддержку Демократического альянса. Ситуация усугубляется скандалом вокруг «дела о карточках», когда выясняется, что военный министр пытался создать альтернативную систему иерархии, выстроенную по принципу лояльности республиканской политике.
В январе 1905 года коалиция правых с некоторыми социалистами и радикалами (в том числе будущими президентами Мильераном, Думером и др.) вынудила его уйти в отставку, уступив место кабинету Рувье.

### Завершение политической карьеры
С 1905 года был членом исполнительного комитета Республиканской радикальной и радикально-социалистической партии, в 1911—1912 годах являлся её президентом.
В 1915—1916 годах занимал пост государственного министра в правительстве Национального союза.
В составе Сената Франции оставался до конца жизни.

## Награды и звания
Награждён Королевским Викторианским орденом.

## Сочинения
Комб написал:
- «Psychologie de St. Thomas d’Aquin»,
- «Virgile consid éré comme poète didactique et comme poète médecin»,
- «Philosophie de St. Augustin».